# Polydactylus virginicus

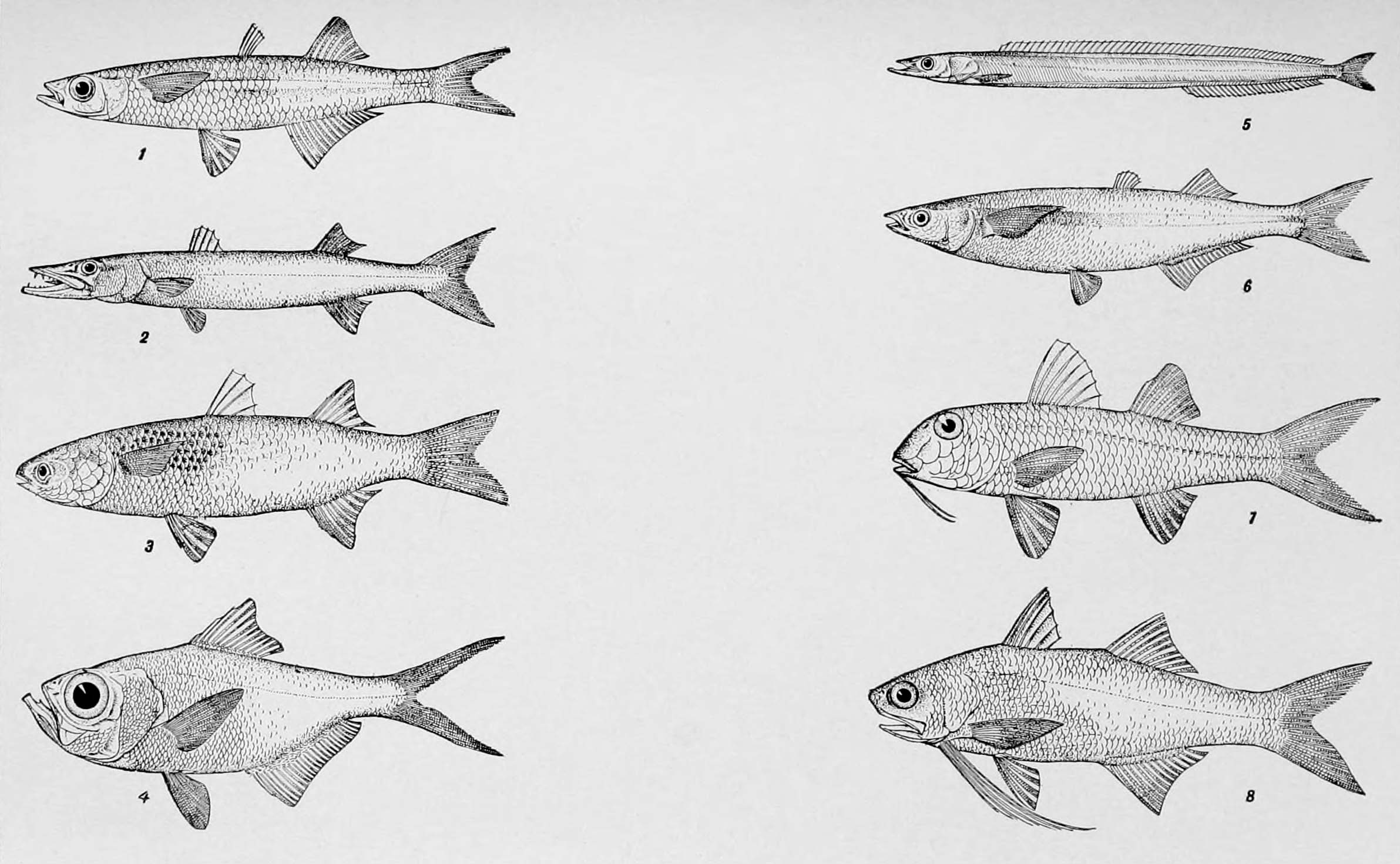
Polydactylus virginicus

Polydactylus virginicus é uma espécie de peixe pertencente à família dos polynemidae.

## Descrição
O Polydactylus virginicus pode chegar a 33 cm de comprimento (em méida, tem 20cm). Tem 8-9 espinhas e 11 raios macios na barbatana dorsal e 3 espinhas e 12-14 raios macios na anal.

## Alimentação
Come crustacis, matéria vegetal, poliquets e quetògnats durante a noite.

## Depredadores
Ao Brasil é depredat por Carcharhinus porosus.

## Habitat
É um peixe de água marinha e salobra, demersal e de clima tropical, que vive até os 55 m de profundidade em fundo de areia do litoral, estuários e mangues. Também é comum ao redor de ilhas.

## Distribuição geográfica
Encontra-se no Oceano Atlântico ocidental: desde a Nova Jérsia (nos Estados Unidos) até o Brasil e o Uruguai (na América do Sul). É ausente do norte e no oeste do golfo do México.

## Observações
É inofensivo para os humanos.